# Panamerikanische Spiele 1951/Teilnehmer (Uruguay)
Uruguay nahm an den I. Panamerikanischen Spielen 1951 in Buenos Aires, Argentinien, mit einer Delegation von 188 Sportlern teil.

## Teilnehmer nach Sportarten

### Boxen
- Guillermo Porteiro
- Domingo Palavecino
- Pedro Cardoso
- Hebert Cáceres
- Miguel Mascarenhas
- Víctor Acosta
- Victor Ferreyra
- Gabriel David Ven

### Fechten
- Hermes Olascoaga
- Edgar Mendy
- Luis Villar
- Agustín Navarro
- Gabriel Varela
- Arnaldo Ache
- París Rodríguez
- José Lardizabal
- Adolfo Gogliardi
- Antonio Mascaro
- Hebe Galicia
- Lira Ciganda
- Sergio Iesi
- Jaime Ucar
- Juan Paladino
- Ricardo Rimini
- Juan Recalde
- Félix Neuboler

### Leichtathletik
- Mario Fayos
- Ciro Brazeiro
- Enrique Falco
- Gustavo Magliano
- Ignacio  Paciello
- Carlos Pereira
- Nelson López
- Orlando Arevalo
- Emir Miller
- Raúl Coccaro
- Hércules Ascune
- Fermín Donazar
- Gilberto Sánchez
- Antonio Ianeczeck
- Félix Peri
- Abraham Rubinoff
- Pedro Listur
- Rubén Carrerou
- Juan Gau
- Hector Olagüe
- Ma. Perla Anza
- Beatriz Daher
- Ge Gladys Lucas
- Norma Morales
- Estrella Puente

### Moderner Fünfkampf
- Lem Martínez
- Alberto Lerena
- Oscar Olivera
- Alberto Ortíz
- Polo Alfredo De Souza
- Julio Tourón
- Arnaldo Silveira
- Federico Vidella
- Jorge Larrouy
- David Stirling
- Eduardo Stirling
- Oscar Fernández

### Radsport
- Próspero W. Barrios
- Luis A. De Los Santos
- Aníbal E. Donatti
- Juan R. De Armas
- Atilio Francois
- Juan F. Fassini
- Alberto Ferreira
- Domingo Martínez
- Hugo Mario Machado
- Elbio Pais
- Virgilio Pereyra
- Ruben Pérez
- Rodolfo E. Piotto
- Miguel A. Pirotto
- Juan C. Pascual
- Juan A. Silva
- Cristóbal D. Trueba

### Rudern
- Juan Novaky
- Otto Oswald Fitz
- Ricardo Pfannl
- Máximo Prochanau
- Juan Maas
- Miguel A. Seijas
- Eduardo Risso
- Juan A. Dutra
- Nelson A. Zanatta
- Alfredo Ibáñez
- Enrique Castro
- Miguel A. Echegaray
- Oscar Pozzi
- Carlos Céspedes
- Walter Lanaro
- Washington Martínez
- Julio Robles
- Juan A. Rodríguez
- León Cosoy
- Juan C. Cabillón
- Germán Caversaghi
- José A. Treitas
- Reinhard Etzel

### Schießen
- Emilio Martino
- Constante Civelli
- Juan Nocetti
- Pedro Bellenda
- Alvaro Maynard
- Horacio Etchemendy
- Alberto Mullín
- Rafael Guidet
- Dante Chiarino
- Eduardo Koninkx
- Roberto Ramírez
- Augusto Pertile
- Mario Foglia
- Oscar Zaffaroni
- Braulio Luz
- Angel Novo
- Dardo Grossi
- Carlos Laborde
- Francisco Lanza
- Mario Rodríguez
- Guillermo Deambrosis
- Carlos Mercader
- Alejandro Troncoso
- Arturo Miranda
- Artigas Mones
- Raúl Urrestarazu
- Mario Larrauri
- Julio González
- Carlos Talmón

### Schwimmen
- José R. Varela
- Walter Durañona
- Eduardo Priggione
- Eduardo Duarte
- Abelardo Estévez
- Antonio Curcio
- Carlos Priggione
- Julio Thonney
- Alvaro Mari
- Francisco Nicola
- Henry Jasa
- Néstor Diez
- Carlos Oribe
- Reyri Sención
- Joaquina Requejo
- Nelly Rodríguez
- Elsa Setelich
- Florbel Pérez
- Gladys Gazzaneo
- Pilar Alonso
- Eva Scharweber
- Rosa Argain
- Adna Somogy
- Marta Bado
- María Bado
- Miriam Alvarez
- Carlos Alvarez
- Oscar Testoni
- Dante Iocco
- Osvaldo Mariño
- Leonel Gabriel
- Raúl Castro
- Neptuno Abella
- Juan L. Buceta
- Oscar Durán
- León Esqenazi
- Julio C. Costemale

### Tennis
- Eduardo P. Argón
- Oscar Lizarralde
- Jacques R. Sauval
- Brenda Moor

### Turnen
- José Raúl Varela
- Otto Bauer
- Carlos Szabo
- Carlos Minetti
- Jorge Pacheco

### Segeln
- Julio C. Goldie
- Héctor A. Goldie
- Ramón Rodríguez
- Sócrates Rondini
- Guillermo Rondini
- Jorge Ferrés
- Víctor Peña
- Gastón W. Clavijo
- Alberto G. Batignani
- Juan B. Bidegaray